# Ludwik (hrabia Ravensbergu)
Ludwik (zm. w 1249) – hrabia Ravensbergu od 1221.

## Życiorys
Ludwik był synem hrabiego Ravensbergu Hermana IV oraz Jutty, córki landgrafa Turyngii Ludwika II Żelaznego. Samodzielną władzę w hrabstwie Ravensbergu objął po podziale dóbr rodowych w 1226. W 1234 wziął udział w wyprawie przeciwko mieszkańcom Stade. Wzniósł zamek Sparrenburg.
Ludwik był dwukrotnie żonaty. Jego pierwszą żoną była Gertruda, córka Hermana II z Lippe, z którą miał cztery córki: Jadwigę, żonę hrabiego Arnsbergu Gotfryda, Juttę, żonę hrabiego Nienburga Henryka II, Zofię, żonę hrabiego Holte Hermana, i Gertrudę, żonę Ludwika V ze Steinfurtu. Drugą żoną Ludwika była Adelajda, córka hrabiego Dassel Adolfa I. Z tego małżeństwa pochodziło dwóch synów: hrabia Ravensbergu Otto III i biskup Osnabrücku Ludwik.